# بوينغ بيه-8 بوسيدون
بوينغ بيه-8 بوسيدون (بالإنجليزية: Boeing P-8 Poseidon)‏ والمعروفة سابقا باسم (Multimission Maritime Aircraft أو اختصارا MMA) هي طائرة عسكرية طورت للبحرية الأمريكيةمن قبل شركة بوينغ للدفاع والفضاء والأمن، وذلك بتعديل طائرة بوينغ737-800ERX.
طائرة بيه-8 قادرة على القيام بمهام الحرب المضادة للغواصات (ASW)، والحرب المضادة للسطح (ASUW)، والحظر على الشحن، جنبا إلى جنب مع قدرة الإنذار المبكر للحماية الذاتية (EWSP)، والمعروفة باسم تدابير الدعم الإلكتروني (ESM). ولها القدرة على حمل الطوربيدات ، وقذائف أعماق ، وصواريخ هاربون المضادة للسفن، وغيرها من الأسلحة. كما أنها قادرة على إسقاط ورصد عوامات صوتية. وهي مصممة للعمل جنبا إلى جنب مع الطائرة بدون طيار من نوع نورثروب غرومان إم كيو-4سي تريتون لمراقبة منطقة بحرية واسعة.

## المشغلون
أستراليا
- سلاح الجو الملكي الأسترالي – 2 بيه-8 في الخدمة اعتبارا من مارس 2017، وأكثر من 10 تحت الطلب.[10]

 الهند
- البحرية الهندية – 8 P-8I طائرات من طراز P-8I في الخدمة منذ مايو 2016؛[11] أمر طلب 4 طائرات أخرى في يوليو 2016.[12]

 النرويج
- سلاح الجو الملكي النرويجي - 5 طائرات (P-8A) تحت الطلب، ليتم تسليمها بين 2022 و 2023.[13]

 المملكة المتحدة
- سلاح الجو الملكي – 9 طائرات (P-8A) تحت الطلب.[14]
- بحرية الولايات المتحدة – ستستحوذ على 122 طائرة.[5][15] 50 (P-8) تم تسليمها حتى يناير 2017.[16][17]

 السعودية
- القوات الجوية الملكية السعودية – القوات البحرية الملكية السعودية في عام 2017، أعلنت شركة بوينغ أنها وقعت عدة اتفاقات دفاعية وتجارية مع المملكة العربية السعودية وتعتزم تصدير طائرات استطلاع من طراز P-8.[18][19]

## مواصفات (P-8A)
البيانات من U.S. Navy, Boeing, and others
الخصائص العامة
- الطاقم: Flight: two; Mission: seven
- الطول: 129 قدم 5 بوصة (39.47 متر)
- باع الجناح: 123 قدم 6 بوصة (37.64 متر)
- الارتفاع: 42 قدم 1 بوصة (12.83 متر)
- الوزن فارغة: 138,300 رطل (62,730 كغم)
- الحمولة المسموح بها: 19,800+ رطل (9,000+ كغم)
- وزن الإقلاع الأقصى: 189,200 رطل (85,820 كغم)
- محرك الطائرة: 2 × سي اف ام 56 turbofan, 27,000 lbf (120 كيلو نيوتن) الواحد

الأداء
- السرعة القصوى: 490 عقدة (907 كم / ساعة, 564 ميل في الساعة)
- سرعة العبور: 440 kn (815 كم / ساعة, 509 ميل في الساعة)
- المدى القتالي: 1,200 nmi (2,222 km) ; 4 hours on station (for anti-submarine warfare mission)[24]
- المدى: 4,500 nautical miles (8,300 km[25])
- سقف الخدمة: 41,000 قدم (12,496 m)

التسليح

الكترونيات الطيران

- رايثيون APY-10 multi-mission surface search radar[26]

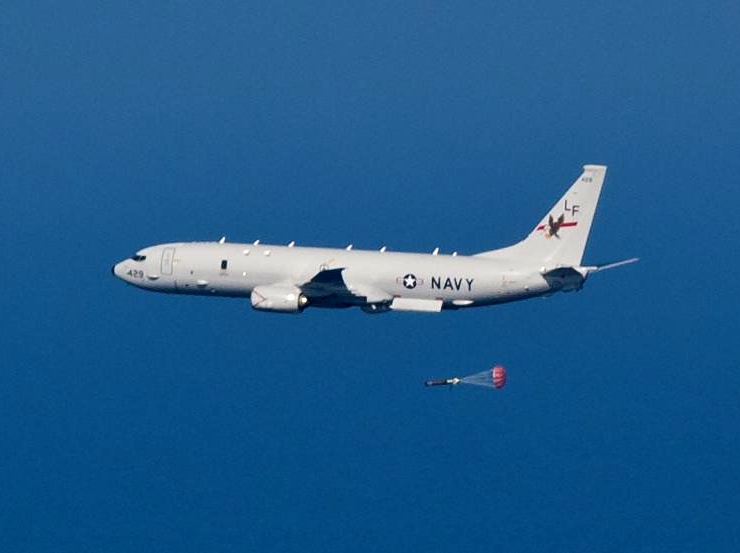
A P-8A of VP-16 dropping a torpedo

- AN/ALQ-240 Electronic Support Measures Suite[9]
- (Advanced Airborne Sensor surface search radar and استخبارات الإشارات package to be follow on system[27])

## روابط خارجية
- P-8 NAVAIR page and P-8 fact file on Navy.mil
- P-8A Poseidon – Australian International Airshow 2009
- Boeing P-8A Poseidon Maritime Patrol Aircraft (MPA) Multi-mission Maritime Aircraft (MMA) on navyrecognition.com نسخة محفوظة 6 سبتمبر 2015 على موقع واي باك مشين.